# Гонносфанадига
Гонносфанадига (итал. Gonnosfanadiga) — коммуна в Италии, располагается в регионе Сардиния, подчиняется административному центру Южная Сардиния.
Население составляет 6 446 человек (30-06-2019), плотность населения составляет 51,49 чел./км². Занимает площадь 125,19  км². Почтовый индекс — 9035. Телефонный код — 070.
Покровительницей населённого пункта считается святая великомученица Варвара Илиопольская. Праздник ежегодно празднуется 4 декабря.

## Примечание
1. ↑  Statistiche demografiche ISTAT. demo.istat.it. Дата обращения: 18 ноября 2019. Архивировано из оригинала 24 июля 2019 года.